# 1977 في تركيا
فيما يلي قوائم الأحداث التي وقعت خلال عام 1977 في تركيا.

## سياسة

### تعيين في المنصب
- 21 يونيو – بولنت أجاويد رئيس وزراء تركيا.

### انتهاء فترة المنصب
- 21 يوليو – بولنت أجاويد رئيس وزراء تركيا.

## مواليد

### يناير
- 2 يناير – آهو توركبنش ممثلة تركية.
- 8 يناير – إردال بيبو لاعب كرة سلة تركي.
- 28 يناير – بكر يارانغوم لاعب كرة سلة تركي.

### فبراير
- 23 فبراير – أيهان أكمان لاعب كرة قدم تركي.[1]

### أبريل
- 16 أبريل – جيداء دوفنجي ممثلة تركية.[2]
- 20 أبريل – عبد الله كرد

### مايو
- 12 مايو – أونور صايلاك ممثل تركي.

### يونيو
- 22 يونيو – إيشة فارلير ممثلة تركية.

### يوليو
- 10 يوليو – سنان توزكو ممثل تركي.
- 15 يوليو – جانان ارغودار ممثلة تركية.[3]

### أغسطس
- 3 أغسطس – دينيز أكايا
- 18 أغسطس – ياسيم بوبر ممثلة تركية.
- 25 أغسطس – ايرتوغرول شاكار ممثل تركي.

### سبتمبر
- 5 سبتمبر – جونيت إردن لاعب كرة سلة تركي.

### أكتوبر
- 6 أكتوبر – جولشاه أكايا لاعبة كرة سلة تركية.
- 26 أكتوبر – أصلي جوكيوكوش مغنية تركية.

### نوفمبر
- 22 نوفمبر – كرم جونلوم لاعب كرة سلة تركي.

### ديسمبر
- 26 ديسمبر – فاتح عقيل لاعب كرة قدم تركي.[4]

## وفيات

### مايو
- 24 مايو – ألفريد شيلد (مواليد 1921) فيزيائي أمريكي.[5]

### يوليو
- 1 يوليو – اسعد محمود كاراكورت (مواليد 1902)